# Коралпе
Коралпе (Коралм; на немски: Koralpe, на словенски: Golica) е планински хребет в южна Австрия, който разделя източна Каринтия от южна Щирия. Южната част на хребета навлиза в Словения. Веригата се простира от север на юг и е ограничена от река Лавант на запад и река Зюлм на изток. На юг, на словенска територия, Коралпе граничи с планинската хребет Козяк. На източните склонове на Коралпе се намира охраняемата природна територия Зекар-Берентал.

## Върхове
Най-високата точка е връх Гросер Шпайккогел (2140 m). Той е популярно място за туризъм. В планината се намира също и теле – и радиоантена, както и радар на австрийската армия. В североизточната част на хребета се намира връх Райнишкогел (1463 m), който също е популярна туристическа атракция сред жителите на Грац.

## Геология
Планината Коралпе се състои основно от метаморфни скали, от които някои представляват значителен интерес за геолозите и колекционерите на полускъпоценни камъни. В средната си част и около Вайнебене (също така популярна рекреационна и туристическа зона), хребета има пегматитови пластове, които съдържат значителни количества сподумен, което прави този район най-известната литиева мина в Европа. Залежите на кварц и фелдшпат, заедно с гъстите гори, в миналото са в основата на промишленото производство на стъкло, керамика, порцелан и изолационни материали.

## Железопътен транспорт
Железопътният транспорт в района на Коралм е в процес на строителство. През 2022 г. той ще свързва провинциалните столици Клагенфурт и Грац през тунела Коралм под хребета на Коралпе. Проектната дължина на тунела е 32,9 километра, като след завършване на строителството той ще се превърне в един от най-дългите тунели в света